# Лаптева, Валентина Макаровна
Валентина Макаровна Лаптева (Горохова) (1919 — 2002) — советский врач. Заслуженный врач РСФСР (1960). Герой Социалистического Труда (1969).

## Биография
Родилась 19 февраля 1919 года в деревне Ботяново Невельского уезда Витебской губернии в крестьянской семье.
В 1926 году семья В. М. Лаптевой переехала в посёлок Сеятель Державинского района Оренбургской области.
В 1935 году В. М. Лаптева окончила Бузулукскую семилетнюю школу, в 1937 году — школу медсестёр и поступила в Куйбышевский медицинский институт. Из Куйбышевского медицинского института В. М. Лаптева была переведена  Куйбышевскую военно-медицинскую академию.
С 1942 года после окончания академии, В. М. Лаптева была направлена на фронт — старшим врачом 105-го отдельного миномётного полка, с 1943 по 1945 годы —  командиром госпитального взвода 154-го отдельного медико-санитарного батальона 170-й стрелковой дивизии, воевала на Северо-Западном фронте.
С 1945 года после демобилизации В. М. Лаптева работала ординатором-терапевтом в Горьковской областной больнице имени Н. А. Семашко. С 1946 года переехала в село Криуши Вознесенского района  и стала работать врачом сельской участковой больницы. Вскоре этот участок стал одним из передовых по медицинскому обслуживанию и санитарному просвещению. В. М. Лаптева работала ординатором и главным врачом Криушинской сельской участковой больницы. За время работы В. М. Лаптевой в участковой больнице были проведены значительные мероприятия по оснащению больницы современным медицинским оборудованием, была организована водогрязелечебница для больных полиомиелитом, было создано подсобное хозяйство, которое круглый год снабжало больных свежими овощами и фруктами. В 1958 году был открыт Криушинский детский санаторий на 50 коек для детей с нарушениями опорно-двигательного аппарата.
В 1960 году В. М. Лаптевой было присвоено звание Заслуженный врач РСФСР.
4 февраля 1969 года  Указом Президиума Верховного Совета СССР «за большие заслуги в области охраны здоровья советского народа» Валентина Макаровна Лаптева была удостоена звания Героя Социалистического Труда с вручением Ордена Ленина и золотой медали «Серп и Молот».
В 1977 году к 60-летию Октябрьской революции на Горьковской студии телевидения снят фильм о В. М. Лаптевой «Я встретил Вас …» (автор сценария А. Хазанов, режиссер М. Мараш).
Помимо основной деятельности В. М. Лаптева избиралась депутатом Вознесенского районного и Криушинского сельского Советов, являлась членом Вознесенского райкома партии.
С 1975 года на пенсии. Последнее время супруги Лаптевы проживали в Нижнем Новгороде. Умерла 2 сентября 2002 года.

## Награды
- Медаль «Серп и Молот» (4.02.1969)
- Орден Ленина (4.02.1969)
- Орден Отечественной войны I и II степени (6.04.1985, 24.03.1945)
- Орден Красной Звезды (8.12.1943)
- Медаль «За боевые заслуги» (8.03.1943)
- Медаль «За победу над Германией в Великой Отечественной войне 1941—1945 гг.»

### Звания
- Заслуженный врач РСФСР (1960)

### Память
- С 2007 году Криушинская сельская участковая больница носит имя В. М.  Лаптевой на которой была установлена мемориальная доска.